# هيرنان إليزوندو
هيرنان إليزوندو (بالإسبانية: Hernán Elizondo)‏ هو لاعب كرة قدم مكسيكي، ولد في 3 يوليو 1976 في مونتيري في المكسيك. لعب مع نادي سيلايا.